# Dánsko na Letních olympijských hrách 1920
Dánsko se účastnilo Letní olympiády 1920 v belgických Antverpách. Zastupovalo ho 154 sportovců (150 mužů a 4 ženy) ve 14 sportech.

## Medailisté
| Medaile | Jméno                                                                            | Sport                | Soutěž                                            |
| ------- | -------------------------------------------------------------------------------- | -------------------- | ------------------------------------------------- |
| Zlato   | Stefani Frylandová-Clausenová                                                    | Skoky do vody        | Ženy věž 10 m                                     |
| Zlato   | Družstvo mužů                                                                    | Sportovní gymnastika | Muži                                              |
| Zlato   | Lars Madsen Niels Larsen Anders Petersen Erik Sætter-Lassen Anders Peter Nielsen | Sportovní střelba    | Družstvo mužů 300 metrů vojenská puška; vstoje    |
| Stříbro | Henry Petersen                                                                   | Atletika             | Muži skok o tyči                                  |
| Stříbro | Sören Peteersen                                                                  | Box                  | Muži váha těžká nad 79,4 kg                       |
| Stříbro | Anders Petersen                                                                  | Box                  | Muži váha muší – do 50,8 kg                       |
| Stříbro | Gotfred Johansen                                                                 | Box                  | Muži lehká váha – do 61,2 kg                      |
| Stříbro | Družstvo mužů (Švédský system)                                                   | Sportovní gymnastika | Muži                                              |
| Stříbro | Družstvo mužů                                                                    | Pozemní hokej        | Turnaj mužů                                       |
| Stříbro | Lars Madsen                                                                      | Sportovní střelba    | Muži 300 metrů vojenská puška vstoje, jednotlivci |
| Stříbro | Niels Larsen                                                                     | Sportovní střelba    | Muži 300 metrů vojenská puška tři pozice          |
| Stříbro | Poul Hansen                                                                      | Zápas                | řecko-římský nad 82,5 kg                          |
| Bronz   | Johannes Eriksen                                                                 | Zápas                | řecko-římský do 82,5 kg                           |